# Harpactea alicatai
Harpactea alicatai là một loài nhện trong họ Dysderidae.
Loài này thuộc chi Harpactea. Harpactea alicatai được miêu tả năm 1979 bởi Brignoli.